# Józef Oziębłowski

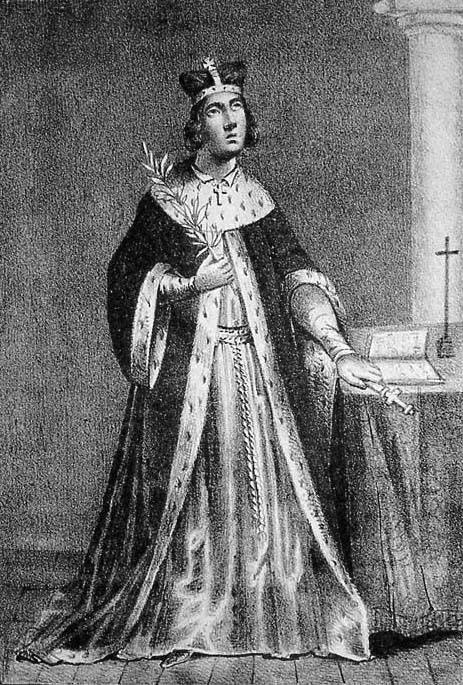
Św. Kazimierz – litografia Oziębłowskiego

Józef Oziębłowski (ur. 11 maja 1805 w Mińsku, zm. 27 sierpnia 1878 w Wilnie) – polski litograf. 
Uczył się w Szkole Sztuk Pięknych przy Uniwersytecie Wileńskim u Jana Rustema.
Założył na początku lat trzydziestych XIX wieku w Wilnie zakład litograficzny, we którym powielał rysunki innych artystów, m.in. Aleksandra Orłowskiego, Konstantego Kukiewicza (1817-1842), Karola Rypińskiego (1809-1892), a także widoki Wilna i okolicznych miejscowości według własnych rysunków z natury. Wydawał też litografie z obrazami świętych oraz portretami królów polskich, postaci historycznych i osobistości wileńskich. 
Dostarczał litografowane ilustracje do ukazujących się w Wilnie książek. Litografował też wydawnictwa nutowe.
Zakład litograficzny Oziębłowskiego działał do roku 1854 (lub 1863). Łącznie wydał ok. 600 pozycji.